# Stara Wieś (Zarudzie)
Stara Wieś – część wsi Zarudzie w Polsce, położona w województwie lubelskim, w powiecie zamojskim, w gminie Nielisz.
W latach 1975–1998 Stara Wieś administracyjnie należała do województwa zamojskiego.